# Lista episoadelor din Babylon 5

Sigla Babylon 5

Babylon 5 este un serial SF american creat și produs de către J. Michael Straczynski. Serialul se concentrează pe stația spațială Babylon 5: un loc în care se întâlnesc politica, diplomația și conflictul la sfârșitul anilor 2250 și la începutul anilor 2260. Serialul are 5 sezoane și un total de 110 episoade, un film/episod pilot de televiziune  și 6 filme de televiziune.
Aceasta este lista episoadelor din Babylon 5:

## Prezentare generală
| Sezonul | Sezonul  | Episoade        | Episoade        | Premiera TV       | Premiera TV       | Premiera TV |
| Sezonul | Sezonul  | Episoade        | Episoade        | Prima transmisie  | Ultima transmisie | Reţea       |
| ------- | -------- | --------------- | --------------- | ----------------- | ----------------- | ----------- |
|         | Pilot    | 1               | 1               | 22 februarie 1993 | 22 februarie 1993 | Syndicated  |
|         | 1        | 22              | 22              | 26 ianuarie 1994  | 26 octombrie 1994 | Syndicated  |
|         | 2        | 22              | 22              | 2 noiembrie 1994  | 1 noiembrie 1995  | Syndicated  |
|         | 3        | 22              | 22              | 6 noiembrie 1995  | 28 octombrie 1996 | Syndicated  |
|         | 4        | 22              | 22              | 4 noiembrie 1996  | 27 octombrie 1997 | Syndicated  |
|         | 5        | 22 + 4 filme TV | 22 + 4 filme TV | 4 ianuarie 1998   | 3 ianuarie 1999   | TNT         |
|         | Spin-off | 1               | 1               | 19 ianuarie 2002  | 19 ianuarie 2002  | Sci Fi      |

## Film pilot (1993)
| Titlu | Regizat de      | Scris de               | Data difuzării    |
| --- | --------------- | ---------------------- | ----------------- |
| Babylon 5: The Gathering | Richard Compton | J. Michael Straczynski | 22 februarie 1993 |
| Ambasadorul Vorlon Kosh Naranek este aproape ucis într-o încercare de asasinare a sa. Comandantul Sinclair este principalul suspect. |                 |                        |                   |

## Sezonul 1: Signs and Portents (1994)
„Era începutul celei de a treia perioade a umanității, 10 ani după războiul dintre
Pământ și Minbar. Proiectul Babylon a fost un vis care s-a împlinit. Scopul său - să prevină un alt război prin crearea unui loc unde oamenii și extratereștrii să poate să își rezolve disensiunile. E un loc al chemării, o casă departe de casă pentru diplomati, mici întreprinzători și călători. Oameni și extraterestri, prinși în 2.500.000 tone de metal care se rotește, singuri în noapte. Poate fi un loc periculos. Dar este ultima și cea mai bună speranță pentru pace. Asta este povestea ultimei dintre stațiile Babylon. Suntem în anul 2258. Iar acest loc se numește Babylon 5.”—Comandantul Jeffrey Sinclair (Michael O'Hare)
| Nr. în serial | Nr. în sezon | Titlu                                | Regizat de             | Scris de               | Data difuzării    | Cod de producție |
| --- | ------------ | ------------------------------------ | ---------------------- | ---------------------- | ----------------- | ---------------- |
| 1 | 1            | „Midnight on the Firing Line”        | Richard Compton        | J. Michael Straczynski | 26 ianuarie 1994  | 103              |
| Când Narn a atacat o colonie Centauri, Londo și G'Kar aproape că se iau la bătaie. Între timp, pirații atacă navele de transport din apropierea stației. |              |                                      |                        |                        |                   |                  |
| 2 | 2            | „Soul Hunter”                        | Jim Johnston           | J. Michael Straczynski | 2 februarie 1994  | 102              |
| O navă deteriorată este adusă în stație, iar necunoscutul extraterestru din interior este identificat ca un vânător de suflete - o rasă nemuritoare care poate sesiza moartea și poate fura sufletul cuiva. |              |                                      |                        |                        |                   |                  |
| 3 | 3            | „Born to the Purple”                 | Bruce Seth Green       | Larry DiTillio         | 9 februarie 1994  | 104              |
| Cariera lui Londo este în pericol atunci când o frumoasă sclavă îl seduce și îi fură un fișier de computer foarte sensibil pentru Centauri. Garibaldi investighează utilizarea neautorizată a unui canal restricționat de comunicații. |              |                                      |                        |                        |                   |                  |
| 4 | 4            | „Infection”                          | Richard Compton        | J. Michael Straczynski | 16 februarie 1994 | 101              |
| Dr. Franklin este vizitat de vechiul său prieten și mentor, xenoarheologul Dr. Hendricks. Acesta vrea ajutorul lui Franklin pentru a analiza artefactele organice hi-tech pe care le-a găsit pe o lume moartă. Dar artefactele par să aibă o voință proprie și încep să-l manipuleze și să-l transforme pe asistentul lui Hendricks.                        |              |                                      |                        |                        |                   |                  |
| 5 | 5            | „The Parliament of Dreams”           | Jim Johnston           | J. Michael Straczynski | 23 februarie 1994 | 108              |
| Catherine Sakai, iubita din tinerețe a lui Sinclair, ajunge în timpul unui festival de o săptămână în care oamenii și extratereștrii își demonstrează credințele religioase. Un vechi inamic trimite un asasin ca să-l omoare pe G'Kar. |              |                                      |                        |                        |                   |                  |
| 6 | 6            | „Mind War”                           | Bruce Seth Green       | J. Michael Straczynski | 2 martie 1994     | 110              |
| Un telepat răufăcător cu puteri excepționale se refugiază pe Babylon 5 și doi polițiști PSI sosesc ca să-l prindă. Catherine Sakai se îndreaptă către planeta Sigma 957 pentru a-o cerceta după Quantium-40, ignorând avertismentele grave ale lui G'Kar.                                                                                                   |              |                                      |                        |                        |                   |                  |
| 7 | 7            | „The War Prayer”                     | Richard Compton        | D. C. Fontana          | 9 martie 1994     | 107              |
| Un grup rasist terorizează extratereștrii de pe Babilonul 5, înjunghiind și însemnându victimnele. Între timp Londo are probleme cu doi tineri Centauri care doresc să încalce tradiția ignorând căsătoriile aranjate de familii și, în schimb, se căsătoresc din dragoste.                                                                                 |              |                                      |                        |                        |                   |                  |
| 8 | 8            | „And the Sky Full of Stars”          | Janet Greek            | J. Michael Straczynski | 16 martie 1994    | 106              |
| Sinclair este răpit și interogat de doi bărbați hotărâți să dovedească că a trădat Pământul în timpul Bătăliei Ultimei Linii. |              |                                      |                        |                        |                   |                  |
| 9 | 9            | „Deathwalker”                        | Bruce Seth Green       | Larry DiTillio         | 20 aprilie 1994   | 113              |
| Na'Toth atacă o femeie extraterestră care tocmai a ajuns pe stație, susținând că este criminalul de război din Dilgar, Jha'dur - cunoscută sub numele de Deathwalker. Iar Talia este angajată de Kosh pentru a supraveghea unele negocieri destul de ciudate.                                                                                               |              |                                      |                        |                        |                   |                  |
| 10 | 10           | „Believers”                          | Richard Compton        | David Gerrold          | 27 aprilie 1994   | 105              |
| Un cuplu extraterestru vine la Dr. Franklin cu fiul lor bolnav final. Copilul ar putea fi vindecat printr-o operație simplă, dar religia părinților o interzice în mod specific. Între timp, Ivanova escortează o navă de linie avariată prin teritoriul piraților.                                                                                         |              |                                      |                        |                        |                   |                  |
| 11 | 11           | „Survivors”                          | Jim Johnston           | Marc Scott Zicree      | 4 mai 1994        | 111              |
| Are loc o explozie pe stație într-o hală de antrenamente, cu doar câteva zile înainte ca președintele Pământului, Santiago, să viziteze Babylon 5. Un muribund dă vină pentru acest lucru pe Garibaldi, exact ceea ce șeful securității prezidențiale vrea să audă, deoarece îl învinovățește pentru moartea tatălui ei.                                    |              |                                      |                        |                        |                   |                  |
| 12 | 12           | „By Any Means Necessary”             | Jim Johnston           | Kathryn M. Drennan     | 11 mai 1994       | 114              |
| Un accident într-un doc de andocare începe o serie de probleme pe Babylon 5, când un cargou Narn este distrus și unul dintre lucrători este ucis. Muncitorii de la docuri solicită condiții mai bune sau vor intra în grevă. Și G'Kar trebuie să obțină o plantă G'Quan-Eth înlocuitoare pentru o ceremonie religioasă importantă.                          |              |                                      |                        |                        |                   |                  |
| 13 | 13           | „Signs and Portents”                 | Janet Greek            | J. Michael Straczynski | 18 mai 1994       | 116              |
| Un nobil Centauri vine pe Babylon 5 pentru a transporta o importantă relicvă Centauri aflată în posesia Londo înapoi în lumea de origine. Și un bărbat misterios îi vizitează pe toți ambasadorii extratereștri punându-le o întrebare neobișnuită. |              |                                      |                        |                        |                   |                  |
| 14 | 14           | „TKO”                                | John C. Flinn III      | Larry DiTillio         | 25 mai 1994       | 119              |
| Garibaldi este surprins când un vechi prieten vine pe Babylon 5 pentru a lupta în mutai - o arenă sălbatică de lupte extraterestre. Între timp, Ivanova are probleme să se descurce cu moartea tatălui ei. |              |                                      |                        |                        |                   |                  |
| 15 | 15           | „Grail”                              | Richard Compton        | Christy Marx           | 6 iulie 1994      | 109              |
| Un bărbat vine pe Babylon 5, cerând ambasadorilor extratereștri informații care îl pot ajuta în încercarea sa de a găsi Sfântul Graal, în timp ce un gangster din Downbelow (josul stației) provoacă probleme de securitate pentru că șterge mintea tuturor celor care i se opun.                                                                           |              |                                      |                        |                        |                   |                  |
| 16 | 16           | „Eyes”                               | Jim Johnston           | Larry DiTillio         | 13 iulie 1994     | 122              |
| Deciziile lui Sinclair din ultimul an îl pot băga în încurcături când un investigator de afaceri interne ajunge să testeze loialitatea echipajului față de Forța Pământului cu ajutorul unui telepat. Iar Lennier arată un mare interes pentru încercarea lui Garibaldi de a monta o motocicletă din anii 1990.                                             |              |                                      |                        |                        |                   |                  |
| 17 | 17           | „Legacies”                           | Bruce Seth Green       | D. C. Fontana          | 20 iulie 1994     | 115              |
| Un crucișător Minbari vine în Babylon 5 pentru a expune corpul unui lider Minbari recent mort, în timp ce Ivanova și Talia luptă pentru soarta unei fete tinere cu puteri telepatice nou descoperite. |              |                                      |                        |                        |                   |                  |
| 18 | 18           | „A Voice in the Wilderness (Part 1)” | Janet Greek            | J. Michael Straczynski | 27 iulie 1994     | 120              |
| Semnale ciudate încep să fie transmise de pe Epsilon 3, planeta pe orbita căreia se află Babylon 5. O navă științifică este trimisă să investigheze, dar este țintită de un sistem de apărare de pe planetă. Când o revoltă împotriva guvernului numit de Pământ izbucnește pe Marte, Garibaldi își face griji pentru o fostă iubită a sa staționată acolo. |              |                                      |                        |                        |                   |                  |
| 19 | 19           | „A Voice in the Wilderness (Part 2)” | Janet Greek            | J. Michael Straczynski | 3 august 1994     | 121              |
| Situația devine din ce în ce mai tensionată când un crucișător greu al Forțelor Terestre ajunge la stație pentru a „proteja interesele Pământului”, iar reactoarele de fuziune de pe Epsilon 3 încep să acționeze haotic, amenințând cu distrugerea planetei și a stației B5.                                                                               |              |                                      |                        |                        |                   |                  |
| 20 | 20           | „Babylon Squared”                    | Jim Johnston           | J. Michael Straczynski | 10 august 1994    | 118              |
| Babylon 4 reapare în același loc în care a dispărut cu patru ani mai devreme, iar Sinclair și Garibaldi conduc o expediție pentru a evacua echipajul. Între timp, Delenn este convocată de Consiliul Gri. Ei o informează că au ales un nou lider: pe ea.                                                                                                   |              |                                      |                        |                        |                   |                  |
| 21 | 21           | „The Quality of Mercy”               | Lorraine Senna Ferrara | J. Michael Straczynski | 17 august 1994    | 117              |
| Dr. Franklin investighează un medic fără licență din Downbelow, în timp ce Londo îl duce pe Lennier într-un tur al barurilor din Babilon 5. Între timp, un criminal condamnat așteaptă să i se execute pedeapsa - moartea personalității sale. |              |                                      |                        |                        |                   |                  |
| 22 | 22           | „Chrysalis”                          | Janet Greek            | J. Michael Straczynski | 26 octombrie 1994 | 112              |
| Un avanpost Narn aflat lângă spațiul Centauri stârnește un conflict între cele două rase, când Londo primește o ofertă pentru ca această problemă să fie rezolvată. Între timp, Garibaldi încearcă să afle ce s-a întâmplat cu informatorul său de a încercat să-l omoare. Delenn, cu ajutorul triluminariului, intră într-o stare ca de cocon.             |              |                                      |                        |                        |                   |                  |

## Sezonul 2: The Coming of Shadows (1994–1995)
„Proiectul Babylon era ultima și cea mai bună speranță pentru pace. O lume autonomă, lungă de cinci mile, amplasată în teritoriul neutru. Un loc al comerțului și diplomației pentru un sfert de milion de oameni și extratereștri. Un far strălucitor în spațiu, singur în noapte. Era începutul celei de-a treia perioade a umanității, anul în care Marele Război s-a abătut asupra noastră, a tuturor. Aceasta este povestea ultimei dintre stațiile Babylon. Este anul 2259. Numele acestui loc e Babylon 5.”—Cpt. John Sheridan (Bruce Boxleitner)
| Nr. în serial | Nr. în sezon | Titlu                          | Regizat de        | Scris de               | Data difuzării    | Cod de producție |
| --- | ------------ | ------------------------------ | ----------------- | ---------------------- | ----------------- | ---------------- |
| 23 | 1            | „Points of Departure”          | Janet Greek       | J. Michael Straczynski | 2 noiembrie 1994  | 201              |
| Căpitanul John Sheridan preia comanda B5 după ce Sinclair este numit în altă parte, o navă de război Minbari se dezlănțuie, iar adevărul din spatele sfârșitului războiului cu Minbari este dezvăluit.                                                                                               |              |                                |                   |                        |                   |                  |
| 24 | 2            | „Revelations”                  | Jim Johnston      | J. Michael Straczynski | 9 noiembrie 1994  | 202              |
| Franklin ia măsuri extreme pentru salvarea lui Garibaldi; Delenn iese din crisalida ei; Sora lui Sheridan vine în vizită; Relațiile lui Londo cu domnul Morden devin și mai complexe; iar G'Kar se întoarce din călătorie cu un avertisment cumplit.                                                 |              |                                |                   |                        |                   |                  |
| 25 | 3            | „The Geometry of Shadows”      | Mike Vejar        | J. Michael Straczynski | 16 noiembrie 1994 | 203              |
| Londo continuă să capete prestigiu și putere acasă; un grup de Tehnomagi vizitează stația; iar Ivanova este obligată să soluționeze o dispută periculoasă în rândul populației de Drazi. |              |                                |                   |                        |                   |                  |
| 26 | 4            | „A Distant Star”               | Jim Johnston      | D. C. Fontana          | 23 noiembrie 1994 | 204              |
| Sheridan lansează o operațiune periculoasă pentru salvarea unei nave de explorare a Pământului, navă condusă de prietenul său, atunci când aceasta este blocată în hiperspațiu; Autoritatea lui Delenn pe Minbari este pusă la îndoială ca urmare a transformării ei.                                |              |                                |                   |                        |                   |                  |
| 27 | 5            | „The Long Dark”                | Mario Di Leo      | Scott Frost            | 30 noiembrie 1994 | 205              |
| O navă de explorare crionică de acum o sută de ani se apropie de B5, aducând cu sine o creatură mortală și un om din trecut. |              |                                |                   |                        |                   |                  |
| 28 | 6            | „Spider in the Web”            | Kevin G. Cremin   | Larry DiTillio         | 7 decembrie 1994  | 206              |
| Un vechi prieten al Taliei Winters este ucis de ceea ce pare a fi un agent al unei mișcări al rezistenței marțiene. |              |                                |                   |                        |                   |                  |
| 29 | 8 **         | „Soul Mates”                   | John C. Flinn III | Peter David            | 14 decembrie 1994 | 208              |
| Cele trei neveste ale lui Londo ajung pe stație; Delenn cere ajutorul Ivanovei pentru a se adaptarea la noile sale caracteristici umane; iar fostul soț al Taliei, un coleg telepat al Corpului Psi, ajunge pe stație cu o poveste intrigantă.                                                       |              |                                |                   |                        |                   |                  |
| 30 | 7 **         | „A Race Through Dark Places”   | Jim Johnston      | J. Michael Straczynski | 25 ianuarie 1995  | 207              |
| Polițistul Psi Corps Alfred Bester se întoarce pe Babylon 5, în căutarea unei rețele subterane care ajută telepații să scape de Psi Corps; sosirea lui stârnește discordie în rândul personalului de comandă, în timp ce își dau seama că unul dintre ei ajută rețeaua.                              |              |                                |                   |                        |                   |                  |
| 31 | 9            | „The Coming of Shadows”        | Janet Greek       | J. Michael Straczynski | 1 februarie 1995  | 209              |
| Împăratul Centauri Turhan vine pe B5 pentru o vizită de stat, provocând un comportament extrem atât din partea lui G’Kar, cât și a lui Londo. Garibaldi întâlnește un grup denumit „Rangeri”. |              |                                |                   |                        |                   |                  |
| 32 | 10           | „Gropos”                       | Jim Johnston      | Larry DiTillio         | 8 februarie 1995  | 210              |
| B5 ajunge gazdă a 25.000 de infanteriști EarthForce conduși de generalul Richard Franklin, tatăl lui Stephen. |              |                                |                   |                        |                   |                  |
| 33 | 11           | „All Alone in the Night”       | Mario Di Leo      | J. Michael Straczynski | 15 februarie 1995 | 211              |
| În timpul unui zbor cu o navă de atac terestră Starfury, Sheridan este răpit de o rasă extraterestră necunoscută. Delenn este chemat de Consiliul Gri pentru a-și auzi soarta. |              |                                |                   |                        |                   |                  |
| 34 | 12           | „Acts of Sacrifice”            | Jim Johnston      | J. Michael Straczynski | 22 februarie 1995 | 212              |
| G'Kar încearcă să obțină sprijin pentru oamenii săi din partea lui Sheridan și a [[Alianța Pământului]\|Alianței Pământului]]; Ivanova merge până la capăt pentru a cimenta o alianță cu o rasă nouă.                                                                                                |              |                                |                   |                        |                   |                  |
| 35 | 13           | „Hunter, Prey”                 | Menachem Binetski | J. Michael Straczynski | 1 martie 1995     | 213              |
| Personalul de comandă se luptă cu timpul - și cu EarthForce - pentru a găsi un medic dispărut care are informații despre asasinarea președintelui Santiago. |              |                                |                   |                        |                   |                  |
| 36 | 14           | „There All the Honor Lies”     | Mike Vejar        | Peter David            | 26 aprilie 1995   | 215              |
| Sheridan aproape își pierde postul de comandă după ce ucide un Minbari în autoapărare. Ivanova este pusă la dispoziția unui magazin de cadouri care vinde mărfuri cu suveniruri Babylon 5. |              |                                |                   |                        |                   |                  |
| 37 | 15           | „And Now for a Word”           | Mario Di Leo      | J. Michael Straczynski | 3 mai 1995        | 214              |
| O echipă de știri ISN petrece 36 de ore pe Babylon 5 pentru a filma un documentar, surprinzând o imagine a vieții de pe stație, precum și progresul războiului Narno-Centauri. |              |                                |                   |                        |                   |                  |
| 38 | 17 **        | „In the Shadow of Z'ha'dum”    | David J. Eagle    | J. Michael Straczynski | 10 mai 1995       | 217              |
| Sheridan descoperă o legătură între regretata sa soție și misteriosul domn Morden și își face dușmani pe toți cei din jurul său când îl pune pe Morden sub arest. În altă parte, Nightwatch (trupe de pază loiale Pământului și președintelui Clark) se formează pe stație.                          |              |                                |                   |                        |                   |                  |
| 39 | 16 **        | „Knives”                       | Stephen L. Posey  | Larry DiTillio         | 17 mai 1995       | 216              |
| Londo se întâlnește cu un vechi prieten, doar pentru a fi prins în mijlocul intrigilor Republicii sale. O formă necunoscută de viață extraterestră invadează corpul lui Sheridan. |              |                                |                   |                        |                   |                  |
| 40 | 18           | „Confessions and Lamentations” | Kevin G. Cremin   | J. Michael Straczynski | 24 mai 1995       | 218              |
| O boală mortală amenință cu dispariția rasei Markab, punându-l pe Franklin într-o cursă contra-cronometru pentru a găsi leacul înainte ca și mai multe specii să fie infectate. |              |                                |                   |                        |                   |                  |
| 41 | 19           | „Divided Loyalties”            | Jesus Trevino     | J. Michael Straczynski | 11 octombrie 1995 | 220              |
| Lyta Alexander se întoarce pe B5 cu informația că unul dintre personalul de comandă, fără să știe, poate să fie agent adormit pentru Corpul Psi. |              |                                |                   |                        |                   |                  |
| 42 | 20           | „The Long, Twilight Struggle”  | John C. Flinn III | J. Michael Straczynski | 18 octombrie 1995 | 219              |
| Mașina de război Centauri se îndreaptă spre lumea natală a Narnilor, ajutată pe ascuns de Umbre, în timp ce rămășițele flotei Narn planifică un contraatac disperat asupra unei planete care asigură logistica flotei Centauri.                                                                      |              |                                |                   |                        |                   |                  |
| 43 | 21           | „Comes the Inquisitor”         | Mike Vejar        | J. Michael Straczynski | 25 octombrie 1995 | 221              |
| Vorlonii trimit un „Inchizitor” pe B5 pentru a testa disponibilitatea și determinarea lui Sheridan și Delenn de a conduce Armata Luminii. Narnii de pe stație încep să conteste autoritatea lui G'Kar.                                                                                               |              |                                |                   |                        |                   |                  |
| 44 | 22           | „The Fall of Night”            | Janet Greek       | J. Michael Straczynski | 1 noiembrie 1995  | 222              |
| Personalul de comandă este prins între o ciocan și nicovală atunci când Sheridan acceptă să ofere sanctuar unei nave de război Narn, în timp ce EarthForce încearcă să liniștească Republica Centauri care este din ce în ce mai agresivă. Nightwatch începe să-și extindă influența asupra stației. |              |                                |                   |                        |                   |                  |

## Sezonul 3: Point of No Return (1995–1996)
„Proiectul Babylon era ultima și cea mai bună speranță pentru pace. A fost un eșec. Dar în anul războiului Umbrelor, a devenit ceva mai măreț, ultima și cea mai bună șansă a noastră pentru victorie. Este anul 2260. Locul: Babylon 5.”—Comandant Susan Ivanova (Claudia Christian)
| Nr. în serial | Nr. în sezon | Titlu                                     | Regizat de        | Scris de               | Data difuzării     | Cod de producție |
| --- | ------------ | ----------------------------------------- | ----------------- | ---------------------- | ------------------ | ---------------- |
| 45 | 1            | „Matters of Honor”                        | Kevin G. Cremin   | J. Michael Straczynski | 6 noiembrie 1995   | 301              |
| Echipajul Babylon 5 are o nouă armă cu ajutorul căreia să poată lupta împotriva amenințării crescânde ale Umbrelor. Un oficial EarthForce vine pe stație pentru a investiga înregistrările Lt. Keffer.                                                                                                 |              |                                           |                   |                        |                    |                  |
| 46 | 2            | „Convictions”                             | Mike Vejar        | J. Michael Straczynski | 13 noiembrie 1995  | 302              |
| O serie de bombe aleatorii zguduie stația și amenință echipajul și ambasadorii. Un grup de călugări de pe Pământ ajunge pe stație. |              |                                           |                   |                        |                    |                  |
| 47 | 3            | „A Day in the Strife”                     | David J. Eagle    | J. Michael Straczynski | 20 noiembrie 1995  | 303              |
| Echipajul Babylon 5 ia contact cu o sondă extraterestră de tip Berserker. Poziția lui G'Kar printre cei din poporul Narn este amenințată din exterior și din interior. |              |                                           |                   |                        |                    |                  |
| 48 | 4            | „Passing Through Gethsemane”              | Adam Nimoy        | J. Michael Straczynski | 27 noiembrie 1995  | 305              |
| Un călugăr amabil este asaltat de obiecte ciudate și amintiri ascunse în mintea sa. Lyta Alexander revine pe Babylon 5. |              |                                           |                   |                        |                    |                  |
| 49 | 5            | „Voices of Authority”                     | Menachem Binetski | J. Michael Straczynski | 29 ianuarie 1996   | 304              |
| Ivanova și Marcus pleacă în căutarea Primilor cu ajutorul lui Draal. Sheridan trece sub controlul Nightwatch-ului stația B5. |              |                                           |                   |                        |                    |                  |
| 50 | 6            | „Dust to Dust”                            | David J. Eagle    | J. Michael Straczynski | 5 februarie 1996   | 306              |
| „Conspirația luminii” este pusă în pericol atunci când Bester vine pe B5 pentru a găsi un dealer de droguri care provoacă telepatie prin praful Dust, unul care a intrat și în cunoștința lui G'Kar ...                                                                                                |              |                                           |                   |                        |                    |                  |
| 51 | 7            | „Exogenesis”                              | Kevin G. Cremin   | J. Michael Straczynski | 12 februarie 1996  | 307              |
| Franklin și Marcus investighează un focar de paraziți extratereștri din DownBelow. Ivanova are sarcina de a determina dacă locotenentul Corwin este potrivit pentru „Conspirația luminii”. |              |                                           |                   |                        |                    |                  |
| 52 | 8            | „Messages from Earth”                     | Mike Vejar        | J. Michael Straczynski | 19 februarie 1996  | 308              |
| O revelație uimitoare îi duce pe Sheridan și Delenn într-o misiune periculoasă în spațiul Alianței Pământului. Nightwatch își extinde influența asupra B5. |              |                                           |                   |                        |                    |                  |
| 53 | 9            | „Point of No Return”                      | Jim Johnston      | J. Michael Straczynski | 26 februarie 1996  | 309              |
| Când președintele Clark dizolvă Senatul Pământului și declară legea marțială în toată Alianța Pământului, echipajul de comandă trebuie să găsească o modalitate de a împiedica Nightwatch să preia B5. Londo primește o profeție de la văduva împăratului Turhan atunci când aceasta vizitează stația. |              |                                           |                   |                        |                    |                  |
| 54 | 10           | „Severed Dreams”                          | David J. Eagle    | J. Michael Straczynski | 1 aprilie 1996     | 310              |
| Președintele Clark încearcă să preia controlul asupra B5 cu forța, forțându-i pe Sheridan și echipajul de comandă să declare Babylon Five un stat independent, despărțindu-se de Alianța Pământului și ridicând armele împotriva guvernului Clark. Delenn se confruntă cu Consiliul Gri.               |              |                                           |                   |                        |                    |                  |
| 55 | 11           | „Ceremonies of Light and Dark”            | John C. Flinn III | J. Michael Straczynski | 8 aprilie 1996     | 311              |
| Delenn încearcă să organizeze o ceremonie religioasă Minbari pentru a ajuta echipajul de comandă și ambasadorii să se adapteze noilor situații. Câteva elemente Nightwatch încearcă să submineze controlul lui Sheridan asupra B5. Londo se confruntă cu Lordul Refa.                                  |              |                                           |                   |                        |                    |                  |
| 56 | 12           | „Sic Transit Vir”                         | Jesus Trevino     | J. Michael Straczynski | 15 aprilie 1996    | 313              |
| Vir se confruntă cu o calamitate atunci când logodnica sa - pe care nu a cunoscut-o niciodată - ajunge pe stație, iar „munca” sa în calitate de ambasador Centauri pe Minbar este dezvăluită. |              |                                           |                   |                        |                    |                  |
| 57 | 13           | „A Late Delivery from Avalon”             | Mike Vejar        | J. Michael Straczynski | 22 aprilie 1996    | 312              |
| Un călător ajunge pe stație, afirmând că este un personaj din legenda lui Arthur și Merlin. Sheridan și Ivanova încearcă să obțină recunoașterea noului statut al stației B5 în rândul guvernelor străine.                                                                                             |              |                                           |                   |                        |                    |                  |
| 58 | 14           | „Ship of Tears”                           | Mike Vejar        | J. Michael Straczynski | 29 aprilie 1996    | 314              |
| Bester se întoarce pe Babylon 5 cu informații secrete despre o navă de aprovizionare cu arme și propune o alianță. |              |                                           |                   |                        |                    |                  |
| 59 | 15           | „Interludes and Examinations”             | Jesus Trevino     | J. Michael Straczynski | 6 mai 1996         | 315              |
| Războiul Umbrelor începe cu adevărat în forță și îi revine lui Sheridan sarcina să adune o forță împotriva umbrelor. El solicită ajutor de la Kosh, ceea ce va avea consecințe profunde. Franklin se ocupă de dependența sa de muncă.                                                                  |              |                                           |                   |                        |                    |                  |
| 60 | 16           | „War Without End (Part 1)”                | Mike Vejar        | J. Michael Straczynski | 13 mai 1996        | 316              |
| Jeffrey Sinclair revine cu o misiune vitală pentru supraviețuirea stației: călătoria în timp pentru a fura Babylon 4. |              |                                           |                   |                        |                    |                  |
| 61 | 17           | „War Without End (Part 2)”                | Mike Vejar        | J. Michael Straczynski | 20 mai 1996        | 317              |
| Jeffrey Sinclair revine cu o misiune vitală pentru supraviețuirea stației: călătoria în timp pentru a fura Babylon 4. |              |                                           |                   |                        |                    |                  |
| 62 | 18           | „Walkabout”                               | Kevin G. Cremin   | J. Michael Straczynski | 30 septembrie 1996 | 318              |
| Franklin își continuă drumul prin DownBelow. Un Vorlon fals ajunge pe stație. Sheridan este hotărât să obțină o victorie împotriva Umbrelor folosind noul său avantaj. |              |                                           |                   |                        |                    |                  |
| 63 | 19           | „Grey 17 Is Missing”                      | John C. Flinn III | J. Michael Straczynski | 7 octombrie 1996   | 319              |
| Garibaldi investighează un nivel abandonat al stației. Delenn este numită șef al Rangerilor, dar Neroon se îndoiește de demnitatea ei. |              |                                           |                   |                        |                    |                  |
| 64 | 20           | „And the Rock Cried Out, No Hiding Place” | David J. Eagle    | J. Michael Straczynski | 14 octombrie 1996  | 320              |
| O delegație de lideri religioși vine pe B5 pentru a-l vizita pe fratele Theo și pentru a-i oferi asistență lui Sheridan. Londo pune în mișcare un plan pentru a scăpa de Lordul Refa. |              |                                           |                   |                        |                    |                  |
| 65 | 21           | „Shadow Dancing”                          | Kim Friedman      | J. Michael Straczynski | 21 octombrie 1996  | 321              |
| Armata Luminii se pregătește să angajeze Umbrele în cea mai mare bătălie a războiului. Abordarea lui Franklin ajunge la o concluzie sângeroasă. |              |                                           |                   |                        |                    |                  |
| 66 | 22           | „Z'ha'dum”                                | Adam Nimoy        | J. Michael Straczynski | 28 octombrie 1996  | 322              |
| Soția lui Sheridan, care ar fi murit în urmă cu patru ani, încearcă să-l convingă pe Sheridan să vină pe Z'ha'dum. Londo primește știri importante despre viitorul său politic. Umbrele se mișcă împotriva B5 însuși.                                                                                  |              |                                           |                   |                        |                    |                  |

## Sezonul 4: No Surrender, No Retreat (1996–1997)
„A fost un an de foc, un an al distrugerilor. A fost anul în care am luat înapoi ceea ce ne aparținea. A fost anul renașterii. Un an al marilor tristeți. Un an al durerii. Și un an al bucuriei. A început o nouă eră. A fost sfârșitul istoriei. A fost anul când totul s-a schimbat. Este anul 2261. Locul: Babylon 5.”—Lennier, Zack Allan, G'Kar, Lyta Alexander, Vir Cotto, Marcus Cole, Delenn, Londo Mollari, Stephen Franklin, Susan Ivanova, Michael Garibaldi, John Sheridan
| Nr. în serial | Nr. în sezon | Titlu                                 | Regizat de         | Scris de               | Data difuzării    | Cod de producție |
| ------------- | ------------ | ------------------------------------- | ------------------ | ---------------------- | ----------------- | ---------------- |
| 67            | 1            | „The Hour of the Wolf”                | David J. Eagle     | J. Michael Straczynski | 4 noiembrie 1996  | 401              |
| 68            | 2            | „Whatever Happened to Mr. Garibaldi?” | Kevin James Dobson | J. Michael Straczynski | 11 noiembrie 1996 | 402              |
| 69            | 3            | „The Summoning”                       | John McPherson     | J. Michael Straczynski | 18 noiembrie 1996 | 403              |
| 70            | 4            | „Falling Toward Apotheosis”           | David J. Eagle     | J. Michael Straczynski | 25 noiembrie 1996 | 404              |
| 71            | 5            | „The Long Night”                      | John Lafia         | J. Michael Straczynski | 27 ianuarie 1997  | 405              |
| 72            | 6            | „Into the Fire”                       | Kevin James Dobson | J. Michael Straczynski | 3 februarie 1997  | 406              |
| 73            | 7            | „Epiphanies”                          | John C. Flinn III  | J. Michael Straczynski | 10 februarie 1997 | 407              |
| 74            | 8            | „The Illusion of Truth”               | Stephen Furst      | J. Michael Straczynski | 17 februarie 1997 | 408              |
| 75            | 9            | „Atonement”                           | Tony Dow           | J. Michael Straczynski | 24 februarie 1997 | 409              |
| 76            | 10           | „Racing Mars”                         | Jesus Trevino      | J. Michael Straczynski | 21 aprilie 1997   | 410              |
| 77            | 11           | „Lines of Communication”              | John C. Flinn III  | J. Michael Straczynski | 28 aprilie 1997   | 411              |
| 78            | 12           | „Conflicts of Interest”               | David J. Eagle     | J. Michael Straczynski | 5 mai 1997        | 412              |
| 79            | 13           | „Rumors, Bargains and Lies”           | Mike Vejar         | J. Michael Straczynski | 12 mai 1997       | 413              |
| 80            | 14           | „Moments of Transition”               | Tony Dow           | J. Michael Straczynski | 19 mai 1997       | 414              |
| 81            | 15           | „No Surrender, No Retreat”            | Mike Vejar         | J. Michael Straczynski | 26 mai 1997       | 415              |
| 82            | 16           | „The Exercise of Vital Powers”        | John Lafia         | J. Michael Straczynski | 2 iunie 1997      | 416              |
| 83            | 17           | „The Face of the Enemy”               | Mike Vejar         | J. Michael Straczynski | 9 iunie 1997      | 417              |
| 84            | 18           | „Intersections in Real Time”          | John Lafia         | J. Michael Straczynski | 16 iunie 1997     | 418              |
| 85            | 19           | „Between the Darkness and the Light”  | David J. Eagle     | J. Michael Straczynski | 6 octombrie 1997  | 419              |
| 86            | 20           | „Endgame”                             | John Copeland      | J. Michael Straczynski | 13 octombrie 1997 | 420              |
| 87            | 21           | „Rising Star”                         | Tony Dow           | J. Michael Straczynski | 20 octombrie 1997 | 421              |
| 88            | 22           | „The Deconstruction of Falling Stars” | Stephen Furst      | J. Michael Straczynski | 27 octombrie 1997 | 422/501          |

## Sezonul 5: The Wheel of Fire (1998)
„[Anul 2258] Și așa a început. - E un gol în mintea ta. - Ce dorești ? Nimeni de aici nu e exact ce pare. Nimic nu mai e la fel. [2259] Comandantul Sinclair a fost detașat în altă parte. De ce să nu elimini întreaga lume Narn? Am văzut o mână uriașă întinzându-se dintre stele. Cine ești tu?  [2260] Președintele Clark a semnat un decret prin care instituie legea marțială. Aceste ordine ne-au obligat să ne declarăm independența. Dacă oamenii tăi nu-și mișcă fundurile din costumele de protecție să facă ceva... - Tu ești Cel Dintâi care a fost. - Dacă mergi pe Z'Ha'Dum, vei muri. [2261] De ce ești aici? Mai ai ceva de valoare pentru care merită să trăiești? Mă gândesc la orașul meu frumos în flăcări. Giganți pe terenul de joc. - Plecați din galaxia noastră! - Am venit aici să îl arestăm pe Președintele Clark.”—Diverse personaje
| Nr. în serial | Nr. în sezon | Titlu                                      | Regizat de             | Scris de                                                                                 | Data difuzării    | Cod de producție |
| ------------- | ------------ | ------------------------------------------ | ---------------------- | ---------------------------------------------------------------------------------------- | ----------------- | ---------------- |
| –             | –            | „Babylon 5: In the Beginning”              | Michael Vejar          | J. Michael Straczynski                                                                   | 4 ianuarie 1998   | TNTCF2           |
| 89            | 1            | „No Compromises”                           | Janet Greek            | J. Michael Straczynski                                                                   | 21 ianuarie 1998  | 502              |
| 90            | 2            | „The Very Long Night of Londo Mollari”     | David J. Eagle         | J. Michael Straczynski                                                                   | 28 ianuarie 1998  | 503              |
| 91            | 3            | „The Paragon of Animals”                   | Mike Vejar             | J. Michael Straczynski                                                                   | 4 februarie 1998  | 504              |
| 92            | 4            | „A View from the Gallery”                  | Janet Greek            | Poveste de: Harlan Ellison și J. Michael Straczynski Scenariu de: J. Michael Straczynski | 11 februarie 1998 | 505              |
| 93            | 5            | „Learning Curve”                           | David J. Eagle         | J. Michael Straczynski                                                                   | 18 februarie 1998 | 506              |
| 94            | 6            | „Strange Relations”                        | John C. Flinn III      | J. Michael Straczynski                                                                   | 25 februarie 1998 | 507              |
| 95            | 7            | „Secrets of the Soul”                      | Tony Dow               | J. Michael Straczynski                                                                   | 4 martie 1998     | 508              |
| 96            | 8            | „Day of the Dead”                          | Doug Lefler            | Neil Gaiman                                                                              | 11 martie 1998    | 511              |
| 97            | 9            | „In the Kingdom of the Blind”              | David J. Eagle         | J. Michael Straczynski                                                                   | 18 martie 1998    | 509              |
| 98            | 10           | „A Tragedy of Telepaths”                   | Tony Dow               | J. Michael Straczynski                                                                   | 25 martie 1998    | 510              |
| 99            | 11           | „Phoenix Rising”                           | David J. Eagle         | J. Michael Straczynski                                                                   | 1 aprilie 1998    | 512              |
| 100           | 12           | „The Ragged Edge”                          | John Copeland          | J. Michael Straczynski                                                                   | 8 aprilie 1998    | 513              |
| 101           | 13           | „The Corps is Mother, the Corps is Father” | Stephen Furst          | J. Michael Straczynski                                                                   | 15 aprilie 1998   | 514              |
| 102           | 14           | „Meditations on the Abyss”                 | Mike Vejar             | J. Michael Straczynski                                                                   | 27 mai 1998       | 515              |
| 103           | 15           | „Darkness Ascending”                       | Janet Greek            | J. Michael Straczynski                                                                   | 3 iunie 1998      | 516              |
| 104           | 16           | „And All My Dreams, Torn Asunder”          | Goran Gajic            | J. Michael Straczynski                                                                   | 10 iunie 1998     | 517              |
| 105           | 17           | „Movements of Fire and Shadow”             | John C. Flinn III      | J. Michael Straczynski                                                                   | 17 iunie 1998     | 518              |
| –             | –            | „Babylon 5: Thirdspace”                    | Jesus Trevino          | J. Michael Straczynski                                                                   | 19 iulie 1998     | TNTCF1           |
| 106           | 18           | „The Fall of Centauri Prime”               | Douglas E. Wise        | J. Michael Straczynski                                                                   | 28 octombrie 1998 | 519              |
| 107           | 19           | „The Wheel of Fire”                        | Janet Greek            | J. Michael Straczynski                                                                   | 4 noiembrie 1998  | 520              |
| –             | –            | „Babylon 5: The River of Souls”            | Janet Greek            | J. Michael Straczynski                                                                   | 8 noiembrie 1998  | TNTCF3           |
| 108           | 20           | „Objects in Motion”                        | Jesus Trevino          | Poveste de: Harlan Ellison și J. Michael Straczynski Scenariu de: J. Michael Straczynski | 11 noiembrie 1998 | 521              |
| 109           | 21           | „Objects at Rest”                          | John Copeland          | J. Michael Straczynski                                                                   | 18 noiembrie 1998 | 522              |
| 110           | 22           | „Sleeping in Light”                        | J. Michael Straczynski | J. Michael Straczynski                                                                   | 25 noiembrie 1998 | 523/422          |
| –             | –            | „Babylon 5: A Call to Arms”                | Michael Vejar          | J. Michael Straczynski                                                                   | 3 ianuarie 1999   | TNTCF4           |

## Film spin-off (2002)
| Titlu | Regizat de    | Scris de               | Data difuzării   |
| --- | ------------- | ---------------------- | ---------------- |
| Babylon 5: The Legend of the Rangers | Michael Vejar | J. Michael Straczynski | 19 ianuarie 2002 |
| Aventurile unui echipaj de Rangeri, care sunt chemați să escorteze un grup de diplomați și care ajung în conflict cu un nou inamic foarte periculos cunoscut sub numele de Mâna. Conceput ca un pilot pentru un spin-off, dar această serie nu a fost niciodată produsă. |               |                        |                  |